# Heinrich Hanke (Pädagoge)
Heinrich „Hennak“ Hanke, (* 1. April 1906 in Bentorf; † 21. April 1968 in Lockhausen) war ein Lehrer, Konrektor und lippischer Heimat- und Mundartdichter.

## Familie
Hanke wurde als ältestes von fünf Kindern des Schuhmachers Heinrich Hanke im heutigen Kalletaler Ortsteil Bentorf geboren.
Im Mai 1937 heiratete Hanke die aus Hannover stammende Elsa Wedemeyer, Tochter eines Werkmeisters. Am 1. Oktober 1939 wurde ihnen Sohn Horst-Manfred geboren. Elsa Hanke starb am 18. August 1947 bei der Geburt ihres zweiten Kindes.
Im Jahr 1950 heirateten Hennak Hanke und Lieselotte Vogt, Tochter des Lehrers Heinrich Vogt aus Stemmen. Das Ehepaar hatte zwei Kinder, Jobst-Hinrich und Christina.
Hanke verstarb in der Nacht zum 21. April 1968 im heutigen Bad Salzufler Ortsteil Lockhausen an einem Gehirnschlag.

## Leben
Nach dem Besuch der Bentorfer Dorfschule absolvierte Hanke ab 1920 in Lemgo eine kaufmännische Lehre. Im Februar 1924 nahm er die Stelle eines Verkäufers in Varel an, trat aber schon im Oktober in eine Kolonialwarenhandlung in Hannover ein. Hier erklomm er die Karriereleiter vom Verkäufer bis zum Buchhalter. Im März 1929 wechselte Hanke in einen Industriebetrieb, der aber schon zwei Jahre später der Weltwirtschaftskrise zum Opfer fiel und Hanke arbeitslos werden ließ.
Er besuchte die Volkshochschule, die Leibniz-Akademie sowie die Technische Hochschule Hannover in Hannover. Vorlesungen über Deutsche Literatur, Geographie, Geschichte, Wirtschaftslehre und Verwaltungskunde nutzte Hanke im Selbststudium dazu seine Berufskenntnisse zu erweitern bzw. zu vertiefen. Ab Januar 1936 war er bei einer großen Baufirma in Hannover als Lohnbuchhalter
Am 1. Oktober 1939 wurde Hanke zum Wehrdienst einberufen. Nach Ende des Zweiten Weltkriegs wurde er im Juni 1945 als Obergefreiter aus amerikanischer Gefangenschaft in Österreich entlassen.
Hanke besuchte ab 1947 die Pädagogische Akademie in Detmold und machte sein Examen als Lehrer. An der Volksschule Lockhausen war er zuletzt als Konrektor tätig. Darüber hinaus nahm er auch die Aufgaben des Standesbeamten wahr.

## Autor
Heinrich Hanke hatte schon seit 1929 zahlreiche Erzählungen und Plaudereien in Plattdeutsch verfasst. Diese erschienen teilweise in Buchform in Sammlungen wie „Kinner van’n Süll“ (1931) und „Pünjeshagen, Vertellsel up lippsk Platt“ (1963, erweitert 1976), worin in letzterer Geschichten und Anekdoten aus einem lippischen Phantasiedorf veröffentlicht sind.
Karl Wehrhan und Korl Biegemann zählten zu Hankes Förderern, mit dem westfälischsprachigen Heimat- und Zieglerdichter Friedrich Wienke verband ihn eine enge Freundschaft.
Im posthum 1985 in hochdeutscher Sprache erschienenen Zieglerroman „Das ewige Wandern“ schildert er eindringlich und historisch fundiert die Lebens- und Erlebenssituation der „Lippischen Ziegler“, Wanderarbeiter, denen sich im armen Lippe keine andere Möglichkeit bot, ihre Familien zu versorgen. Hanke hinterließ darüber hinaus mehrere plattdeutsche Theaterstücke.

### Werke (Auswahl)
- Heinrich Hanke: Das ewige Wandern (Roman aus dem Zieglerleben), Lippischer Heimatbund in Detmold (Lippische Heimatbücher), ISBN 3-926311-07-X; ISBN 978-3-926311-07-8
- Heinrich Hanke: Pünjeshagen Vertellsel up lippsk Platt, 1. Auflage 1963, Lippischer Heimatbund in Detmold (Lippische Heimatbücher), 2. Auflage 1976, bearbeitet von Wilhelm Süvern
- Heinrich Hanke: Kinner van’n Süll. Lippske plattduitske Vertellse iut auler un nuiger Tuit. Detmold: Meyer 1931

## Auszeichnungen
In seinem Geburtsort Bentorf, ein Ortsteil der Gemeinde Kalletal, erinnert der Hennak-Hanke-Weg an ihn, während in Lemgo mit der Benennung der Hennak-Hanke-Straße seiner gedacht wird.